# Ernesto Samper Pizano
Ernesto Samper Pizano (ur. 3 sierpnia 1950) – polityk kolumbijski.
Pełnił kolejno funkcje: senatora (1986–1990), ministra rozwoju ekonomicznego (1990–1991), ambasadora w Hiszpanii (1991–1993), sekretarza generalnego Ruchu Państw Niezaangażowanych (1995–1998), prezydenta Kolumbii (1994–1998). Od 2014 jest sekretarzem generalnym Unii Narodów Południowoamerykańskich. W czasie jego prezydentury doszło do marszów producentów koki.